# Anoda
Anoda je elektroda na nekoj napravi ili elementu kroz koju električna struja teče u smjeru prema napravi ili elementu. Suprotna se elektroda zove katoda.
Polaritet anode u odnosu na katodu ovisi o smjeru tijeka električne energije. Kod izvora kao što je galvanski članak anoda je negativna, dok je kod trošila kao što je dioda anoda pozitivna u odnosu na katodu.